# FC Qarabag Khankendi
El FC Qarabag Khankendi es un equipo de fútbol de Azerbaiyán que juega en la Liga Aficionada AFFA, la cuarta división de fútbol en el país.

## Historia
Fue fundado en el año 1927 en la ciudad de Khankendi, aunque sus partidos los juega en la capital Bakú, y fue campeón nacional en una ocasión en 1977 durante el periodo de la Unión Soviética.
Luego de la disolución de la Unión Soviética y la independencia de Azerbaiyán han sido un equipo de categoría aficionada que nunca han podido abandonar la cuarta división desde su fundación en 1992.

## Palmarés

### Era Soviética
- Liga Soviética de Azerbaiyán: 1

1977